# Chibchea picunche
Chibchea picunche är en spindelart som beskrevs av Huber 2000. Chibchea picunche ingår i släktet Chibchea och familjen dallerspindlar. Inga underarter finns listade i Catalogue of Life.